# 顧協
顧協（470年—542年），字正禮，吳郡吳縣人，南北朝南梁官員。
顧協是東晉司空顧和的七世孫，他年少失去父親，跟隨母親在外祖父母家養育。外從祖、劉宋右光祿張永曾帶著他和其他孫侄輩遊覽虎丘山，他當年數歲，張永輕拍他說：「你想玩什麼？」顧協回答：「我想用石為枕，用溪水漱口。」張永嘆道：「這孩子會振興顧氏。」長大後，顧協好學，以專心著名，外祖家張氏有很多賢達有見地和鑒別能力，從內弟張率很是推薦尊重他。顧協從揚州議曹從事史起家，兼任太學博士，獲推舉秀才，尚書令沈約閱讀他的策論後驚嘆：「東晉以來從未出現過這樣的作品啊。」遷任安成王蕭秀的王國左常侍，兼廷尉正。太尉、臨川王蕭宏知道後，徵召他掌管書記，侍讀西豐侯蕭正德。蕭正德擔任巴西郡、梓潼郡太守，顧協就除授所屬的安都縣縣令，尚未到縣就任就遇上母親逝世，刺史始興王蕭憺提供資金讓他回家送喪，在峽江遇上大風，同行者都溺水，只有他的船隻撞到大石停下，人們都認為是他精誠所致。張率舉薦他給梁武帝，武帝問顧協年紀多大，張率說三十五歲。武帝說：「北方高涼，四十歲還是身體強壯，南方卑濕，三十歲已經體力衰弱。他算老了，但侍奉雙親孝順，與朋友講信義，不適宜留在荒野。你叫他出來任官吧。」於是顧協為兼太學博士。服喪結束，他出補西陽郡郡丞，回朝後獲任命為北中郎行參軍，再次兼任廷尉正。其後他外任廬陵郡丞，未拜官遇上蕭正德任職吳郡太守，改他為中軍參軍，領郡內五官，再遷任輕車湘東王蕭繹的參軍事，兼記室。普通六年（525年），蕭正德到北方討伐北魏，顧協引用為府錄事參軍，掌管書記。
蕭正德北伐回來，適逢朝廷下詔舉士，湘東王蕭繹上表推薦顧協，召拜為通直散騎侍郎，兼中書通事舍人，累遷步兵校尉。大通三年（529年）他因事免官，之後復職守鴻臚卿，員外散騎常侍，仍然為鴻臚卿和中書通事舍人。大同八年（542年）他去世，虛歲七十三。梁武帝很是惋惜，贈官散騎常侍，諡號溫子。顧協耿直有操守，擔任廷尉正時，冬天也只穿著單薄衣服，廷尉寺卿蔡法度對人說：「我願脫下身上衣給顧協，恐怕他難以生計。」最後蔡法度也不敢這樣做。他任職舍期間，同官者都很富有，他在朝廷十六年，所用的器服飲食和平常一樣，有門生在他麾下當官，才知他的廉潔。門生只送顧協二千錢，但他立刻發怒，杖打門生二十板，自此沒有人再贈他財物。母親逝世後，顧協終身吃素，年輕時本來已和舅父的女兒訂婚，未成婚時母親逝世，喪時結束後沒有娶妻，到他六十多歲，舅父的女兒仍然未嫁人，顧協本著道義迎娶她，因此無嗣。他博覽羣書，尤其在文字及動植物方面，寫下《異姓苑》五卷和《瑣語》十卷留傳。

## 引用
1. 1 2  《梁書·卷三十·列傳第二十四》：顧協字正禮，吳郡吳人也。晉司空和七世孫。協幼孤，隨母養於外氏。外從祖宋右光祿張永嘗攜內外孫侄游虎丘山，協年數歲，永撫之曰：「兒欲何戲？」協對曰：「兒正欲枕石漱流。」永歎息曰：「顧氏興於此子。」旣長，好學，以精力稱。外氏諸張多賢達有識鑒，從內弟率尤推重焉。
2. 1 2  《南史·卷六十二·列傳第五十二》：顧協字正禮，吳郡吳人，晉司空和六世孫也。幼孤，隨母養於外氏。外從祖右光祿大夫張永嘗攜內外孫侄游虎丘山，拹年數歲，永撫之曰：「兒欲何戲？」協曰：「兒政欲枕石漱流。」永歎息曰：「顧氏興於此子。」及長好學，以精力稱。外氏諸張多賢達，有識鑒，內弟率尤推重焉。
3. ↑  《梁書·卷三十·列傳第二十四》：起家揚州議曹從事史，兼太學博士。舉秀才，尚書令沈約覽其策而歎曰：「江左以來，未有此作。」遷安成王國左常侍，兼廷尉正。太尉臨川王聞其名，召掌書記，仍侍西豐侯正德讀。正德爲巴西、梓潼郡，協除所部安都令。未至縣，遭母憂。服闋，出補西陽郡丞。還除北中郎行參軍，復兼廷尉正。久之，出爲廬陵郡丞，未拜。會西豐侯正德爲吳郡，除中軍參軍，領郡五官，遷輕車湘東王參軍事，兼記室。普通六年，正德受詔北討，引爲府錄事參軍，掌書記。
4. ↑  《南史·卷六十二·列傳第五十二》：初為揚州議曹從事，舉秀才。尚書令沈約覽其策而歎曰：「江左以來，未有斯作。」為兼廷尉正。太尉臨川王聞其名，召掌書記，仍侍西豐侯正德讀。正德為巴西、梓潼郡，協除所部新安令。未至縣遭母憂，刺史始興王厚資遣之，送喪還。于峽江遇風，同旅皆漂溺，唯協一舫觸石得泊焉。咸謂精誠所致。張率嘗薦之於帝，問協年，率言三十有五。帝曰：「北方高涼，四十強仕，南方卑濕，三十已衰。如協便為已老，但其事親孝，與友信，亦不可遺於草澤。卿便稱敕喚出。」於是以協為兼太學博士。累遷湘東王參軍，兼記室。
5. ↑  《梁書·卷三十·列傳第二十四》：軍還，會有詔舉士，湘東王表薦協曰：「臣聞貢玉之士，歸之潤山；論珠之人，出於枯岸。是以芻蕘之言，擇於廊廟者也。臣府兼記室參軍吳郡顧協，行稱鄉閭，學兼文武，服膺道素，雅量邃遠，安貧守靜，奉公抗直，傍闕知己，志不自營，年方六十，室無妻子。臣欲言于官人，申其屈滯，協必苦執貞退，立志難奪，可謂東南之遺寶矣。伏惟陛下未明求衣，思賢如渴，爰發明詔，各舉所知。臣識非許、郭，雖無知人之鑒，若守固無言，懼貽蔽賢之咎。昔孔愉表韓績之才，庾亮薦翟湯之德，臣雖未齒二臣，協實無慚兩士。」卽召拜通直散騎侍郎，兼中書通事舍人。累遷步兵校尉，守鴻臚卿，員外散騎常侍，卿、舍人並如故。大同八年，卒，時年七十三。高祖悼惜之，手詔曰：「員外散騎常侍、鴻臚卿、兼中書通事舍人顧協，廉潔自居，白首不衰，久在省闥，內外稱善。奄然殞喪，惻怛之懷，不能已已。傍無近親，彌足哀者。大殮旣畢，卽送其喪柩還鄉，並營冢槨，並皆資給，悉使周辦。可贈散騎常侍，令便舉哀。諡曰溫子。」
6. ↑  《南史·卷六十二·列傳第五十二》：普通中，有詔舉士，湘東王表薦之，即召拜通直散騎侍郎，兼中書通事舍人。大通三年，霆擊大航華表然盡。建康縣馳啟，協以為非吉祥，未即呈聞。後帝知之，曰：「霆之所擊，一本罰惡龍，二彰朕之有過。協掩惡揚善，非曰忠公。」由是見免。後守鴻臚卿，員外散騎常侍，卿、舍人並如故。自為近臣，便繁幾密，每有述制，敕前示協，時輩榮之。卒官無衾以斂，為士子所嗟歎。武帝悼惜之，為舉哀。贈散騎常侍，諡曰溫子。
7. ↑  《梁書·卷三十·列傳第二十四》：協少清介有志操。初爲廷尉正，冬服單薄，寺卿蔡法度謂人曰：「我願解身上襦與顧郎，恐顧郎難衣食者。」竟不敢以遺之。及爲舍人，同官者皆潤屋，協在省十六載，器服飲食，不改於常。有門生始來事協，知其廉潔，不敢厚餉，止送錢二千，協發怒，杖二十，因此事者絕於饋遺。自丁艱憂，遂終身布衣蔬食。少時將娉舅息女，未成婚而協母亡，免喪後不復娶。至六十餘，此女猶未他適，協義而迎之。晚雖判合，卒無胤嗣。協博極羣書，於文字及禽獸草木尤稱精詳。撰《異姓苑》五卷，《瑣語》十卷，並行於世。
8. ↑  《南史·卷六十二·列傳第五十二》：協少清介，有志操，初為廷尉正，冬服單薄，寺卿蔡法度欲解襦與之，憚其清嚴，不敢發口，謂人曰：「我願解身上襦與顧郎，顧郎難衣食者。」竟不敢以遺之。及為舍人，同官者皆潤屋，協在省十六載，器服飲食不改于常。有門生始來事協，知其廉潔，不敢厚餉，止送錢二千，協發怒，杖二十，因此事者絕於饋遺。自丁艱憂，遂終身布衣蔬食。少時將娉舅息女，未成昏而協母亡，免喪後不復娶。年六十餘，此女猶未他適，協義而迎之。晚雖判合，卒無胤嗣。協博極群書，於文字及禽獸草木尤稱精詳，撰異姓苑五卷，瑣語十卷，文集十卷，並行於世。

## 延伸阅读
[在维基数据编辑]
 《梁書·卷30》，出自姚思廉《梁書》
 《南史·卷62》，出自李延壽《南史》